# Храм Мінакші
Храм Мінакші (там. மீனாட்சி அம்மன் கோவில்) — індуїстський храм у місті Мадурай на території індійського штату Тамілнад.

## Назва
Названий на честь тригрудої богині Мінакші, однією з дружин бога Шиви.

## Історія
Знайдено безліч історичних свідчень, що храм датується раніше нової ери. 1310 року храм був майже повністю зруйнований мусульманськими завойовниками, які не відрізнялися терпимістю (толерантністю) до інших релігійних вірувань. Храм був повністю відновлений в первісному вигляді в кінці XIV століття, коли індуські царі знову прийшли до влади в Мадураї.

## Архітектура
Храм Мінакші знаходиться в самому центрі міста, і тут проходять численні свята і ритуали для жителів міста. Споруда має 258 метрів в ширину і 223 метра в довжину. Висота — 51,9 метрів. Він увінчаний чотирнадцятьма гопурами — вежами заввишки до 50 метрів. П'ять веж розташовані всередині храму, інші зовні. Всі вони повністю вкриті безліччю відносно невеликих розмальованих скульптур. Це багаторукі Шиви, багатоликі богині, жерці і музиканти, міфічні тварини, чоловіки і жінки. Багато тисяч фігур, де жодна не схожа на іншу.
Це один з найбільших храмових комплексів у Тамілнаду, Південна Індія. Зала тисячі стовпів має нульове ехо, тут можна шепотіти або кричати, не боячись, що вас почують у іншій частині зали. Стовпи храму виготовлені з граніту і мають витончені різьблені зображення богів Шиви, Вішну та богині Калі, а також інших божеств. Зала була побудована під час правління королів Раджендри I і Раджендри II, а сам комплекс почали будувати в 985 році король Раджа Раджа Чолан, але помер перед завершенням будівництва. Храм вважається однією з найдавніших споруд на Землі і був внесений до списку Світової спадщини ЮНЕСКО у 1987 році. Він також є одним з найбільших храмових комплексів, що займає площу 82 акри, тому відвідування цього храму — це незабутнє враження.
Перед входом у храм розташований «Ставок золотої лілеї», призначений для обряду обмивання. Храм відкритий цілодобово. Досить часто навколо храму проходять процесії паломників у супроводі музикантів.
Архітектурна композиція виконана у стилі, типовому для храмів півдня країни. Храм створено на осі схід — захід. Усередині храму розташовується святилище бога Шиви-Сундарешвар і його скульптурне зображення. В урочисті релігійні свята, статую бога садять в золочений візок, запрягають слона й роблять ходу навколо храму. В наш час[коли?] скульптури підфарбовуються та реставруються кожні 12 років. Остання реконструкція храму була завершена в березні 2009 року.

## Цікаві факти
З захопленням про це архітектурне творіння відгукувався мандрівник з Італії Марко Поло.

## Галерея

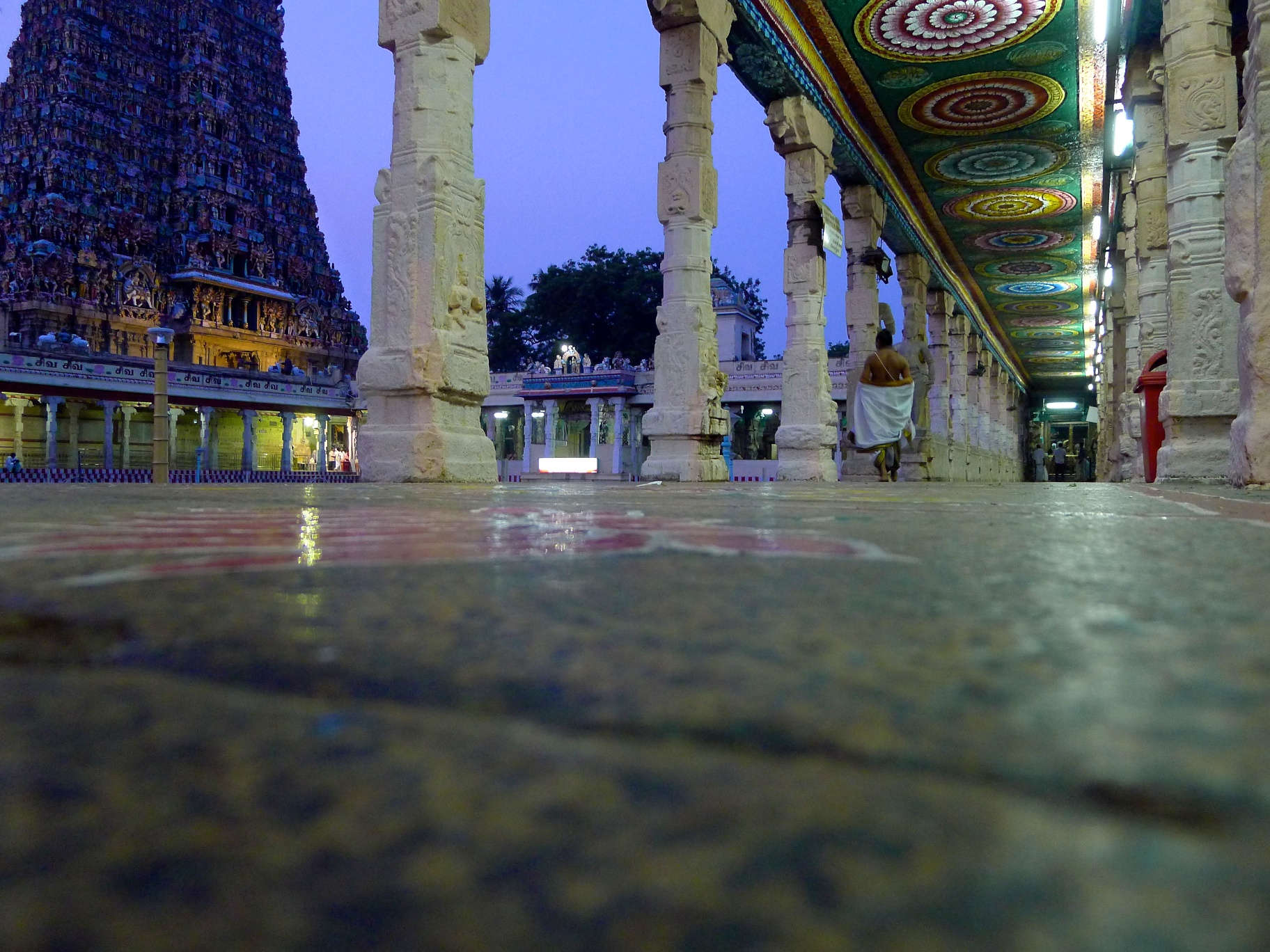
Внутрішній дворик
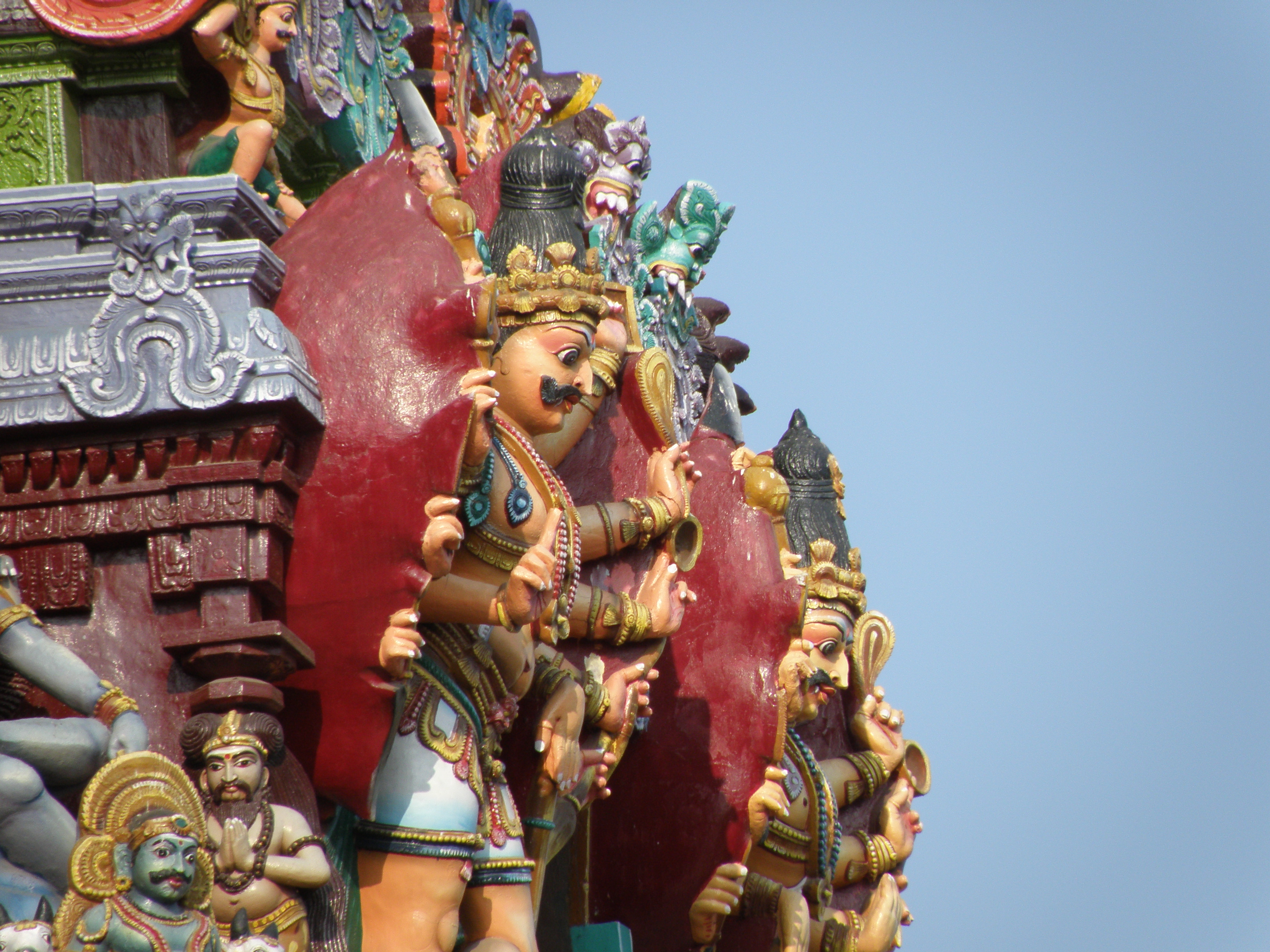
Деталь гопураму
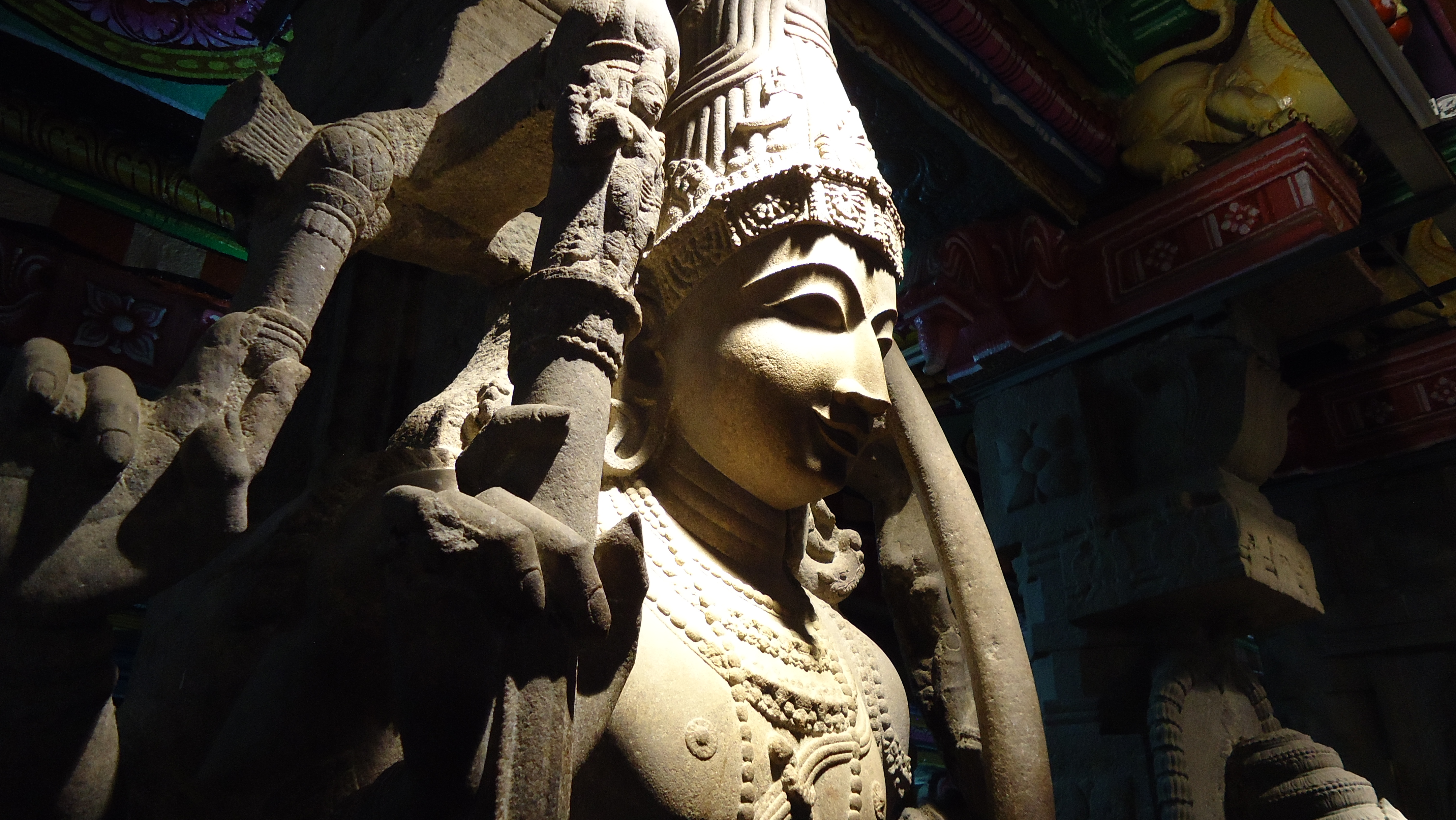
Статуя
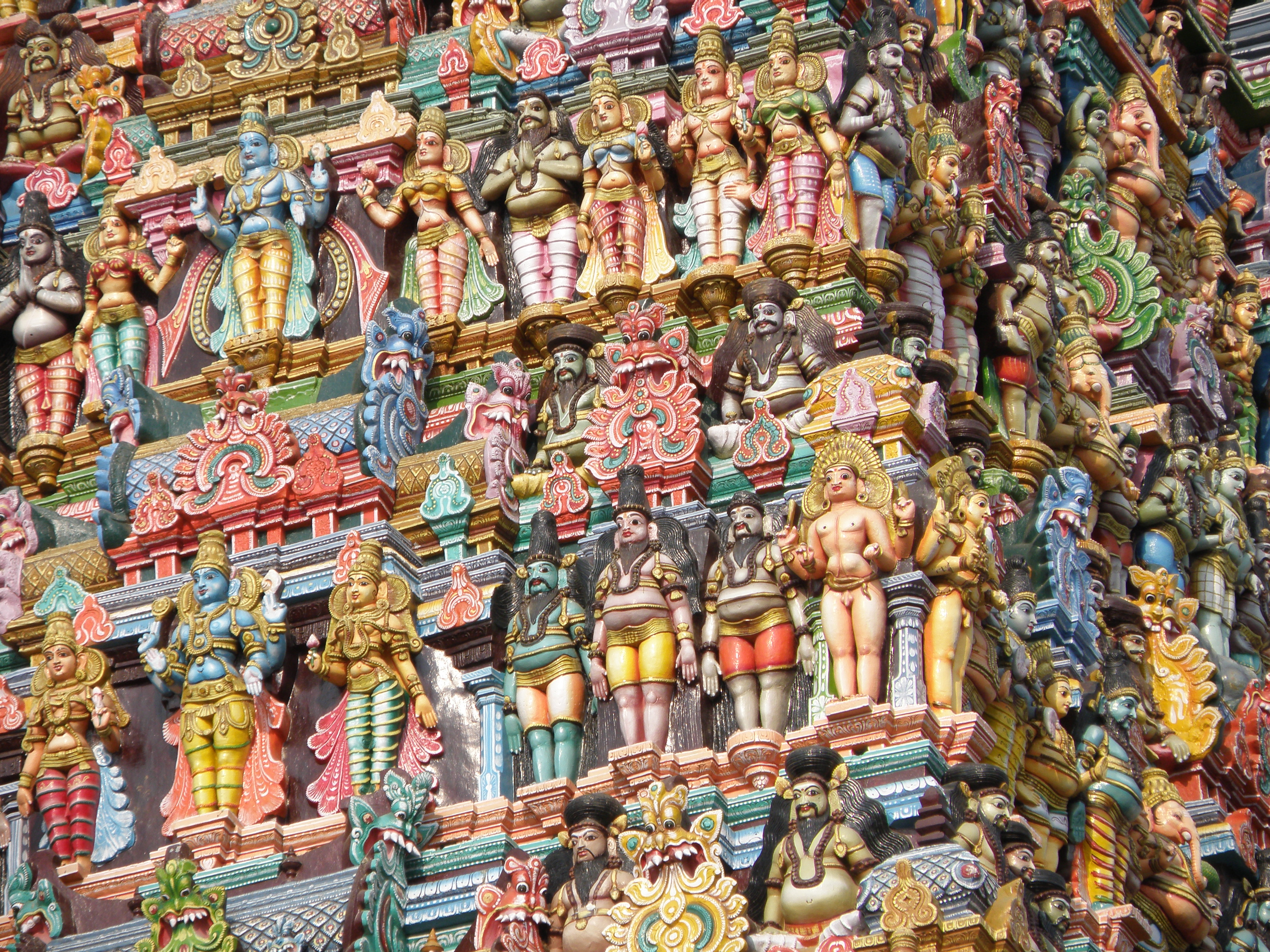
Елементи гопураму
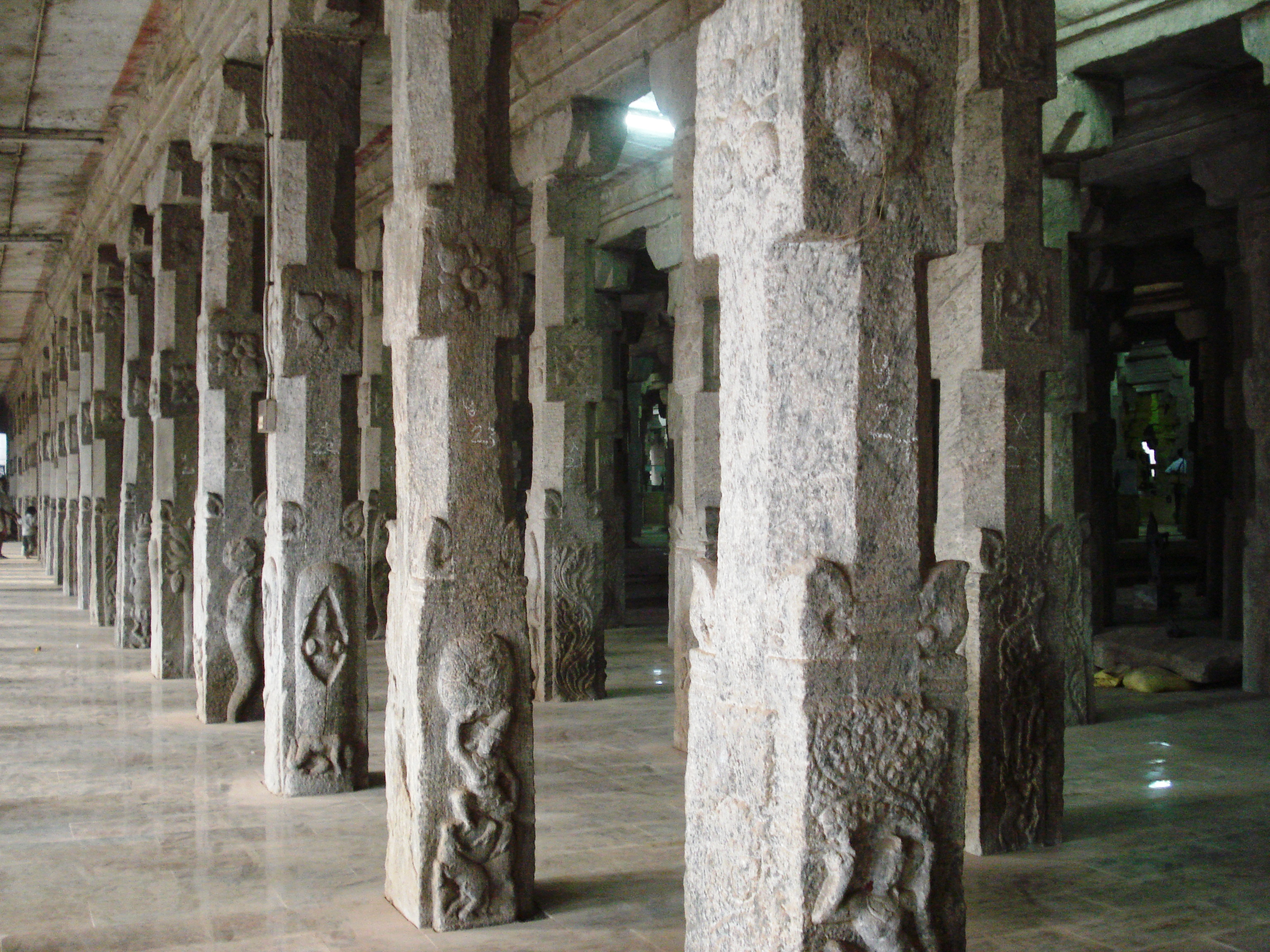
Зал 1000 колон
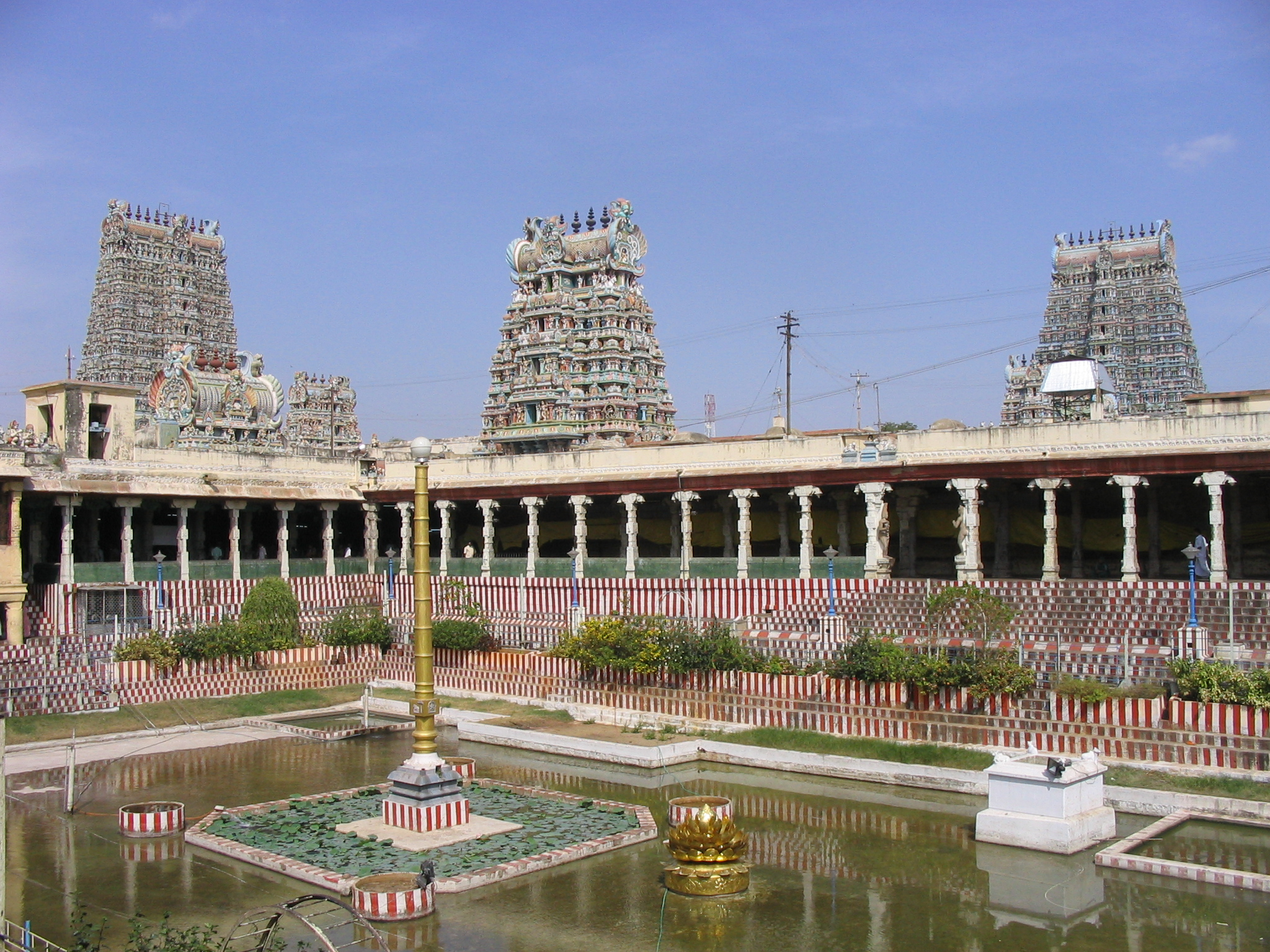
Ставок золотого лотосу
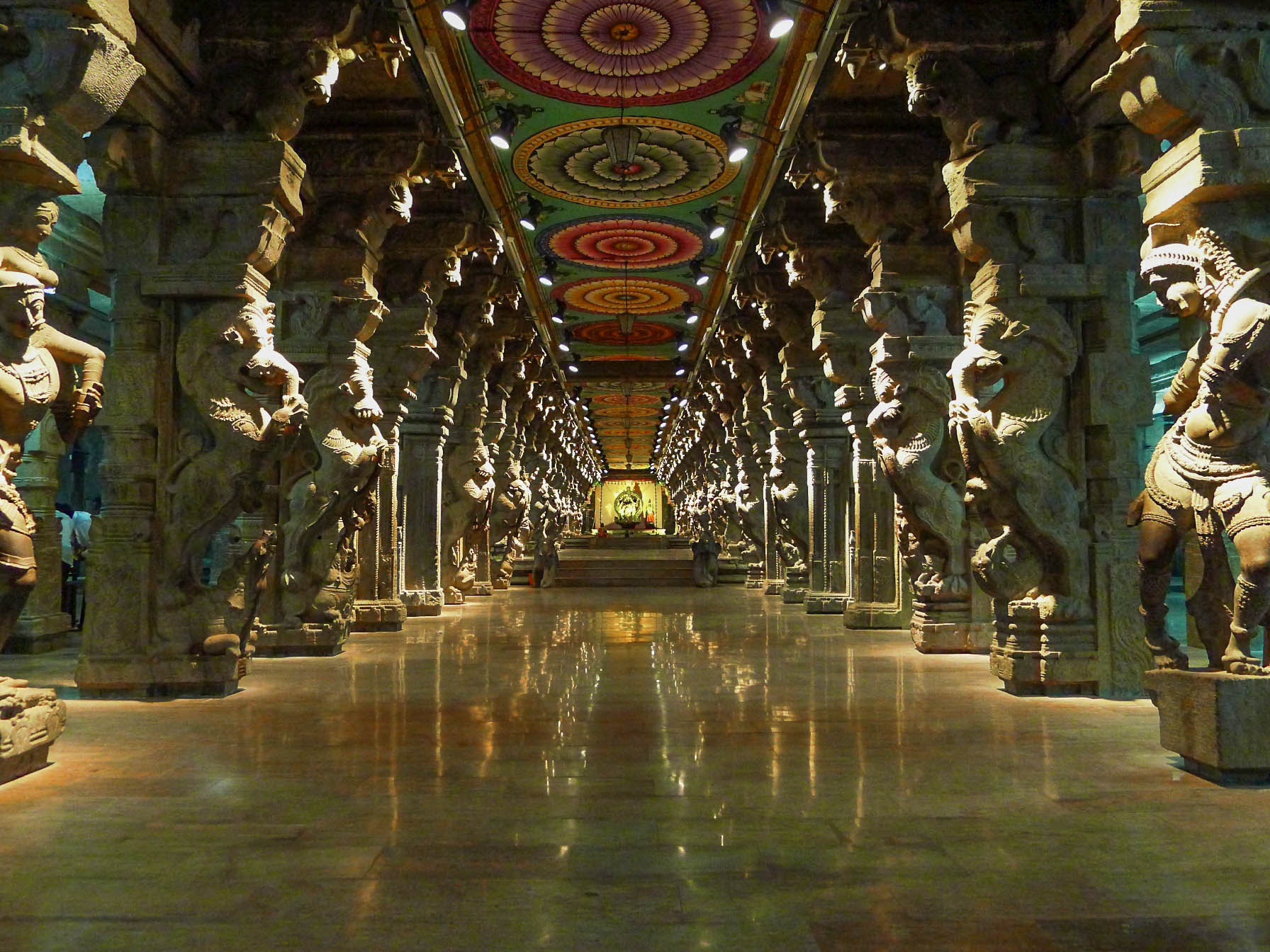
Ялі у Залі тисячі стовпів